# G파이터
G파이터(영어: G-Fighter, 일본어: Gファイター, ジーファイター)는 TV 애니메이션 《기동전사 건담》에 등장하는 가공의 병기이다. 지구연방군의 중전투기로 건담(형식번호: RX-78)의 서포트 메카이다.

## 같이 보기
- 기동전사 건담